# Pride & Glory (gruppo musicale)
I Pride & Glory furono un progetto hard/southern rock fondato nel 1994 dal chitarrista Zakk Wylde.

## Storia
La band, composta da Wylde, gli ex membri dei White Lion James LoMenzo (ex Terrified) al basso e Greg D'Angelo alla batteria (presto sostituito da Brian Tichy) pubblicò un solo album omonimo, e dopo l'insuccesso si sciolse nello stesso anno. L'album è caratterizzato da suoni molto potenti e da una forte matrice southern sullo stile dei Lynyrd Skynyrd.
Questo lavoro inoltre presenta diversi tipi di sonorità: alcune tracce come "Troubled Wine" o "Toe'n the Line" presentano sonorità più forti, mentre altre come "Cry me a River" sono maggiormente indirizzate sulla musica country e pop, infine troviamo uno Zakk Wylde insolitamente impegnato al pianoforte nella malinconica "Fadin' Away" con tanto di archi di accompagnamento. In questo album poi Zakk sfodera tutte le sue doti di polistrumentista e si cimenta nel banjo in "Losin' your Mind".
Le quattordici tracce però non furono molto notate dalle masse a causa dell'invasione dell'ondata grunge. Dopo aver supportato gli Whitesnake nel loro tour britannico del '94, la Geffen decise di chiudere definitivamente il capitolo Pride and Glory provocando lo scioglimento di questo esperimento.
Tichy e LoMenzo rimasero assieme nella band Slash's Snakepit, fondata dall'ex chitarrista dei Guns N'Roses Slash.
Nel 1998 Wylde fonderà il nuovo progetto Black Label Society in cui subentrerà anche LoMenzo. Wylde rientrerà anche nella band di Ozzy Osbourne. Tichy successivamente parteciperà a molti altri progetto con i Foreigner, Sass Jordan, Tuff e Stevie Rachelle, Billy Idol, e lo stesso Ozzy Osbourne. Anche LoMenzo avrà un promettente futuro con diversi artisti; dapprima nel progetto solista dello stesso Wylde e nei BLS, poi con la band solista dell'ex White Lion Mike Tramp, poi ancora con l'ex Van Halen David Lee Roth ed infine nel 2004 entrerà nei Megadeth.

## Formazione
- Zakk Wylde – voce, cori, chitarra, piano e banjo, armonica
- James LoMenzo – basso
- Brian Tichy – batteria, percussioni

### Ex componenti
- Greg D'Angelo – batteria

## Discografia
- 1994 - Pride & Glory